# 埃普努瓦
埃普努瓦（法語：Épenoy，法語發音：[epnwa]）是法国杜省的一个市镇，位于该省中部，属于蓬塔利耶区。

## 地理
埃普努瓦（47°7'52"N, 6°22'14"E）面积13.25 平方千米，位于法国勃艮第-弗朗什-孔泰大區杜省，该省份为法国东部内陆省份，北起上索恩省，西接汝拉省，东部及东南部与瑞士接壤，东北部与贝尔福地区省接壤。
与埃普努瓦接壤的市镇（或旧市镇、城区）包括：阿当莱韦尔塞勒、帕松方丹、瓦尔达翁、韦尔塞勒-维勒迪约勒康、莱普勒米耶萨潘。

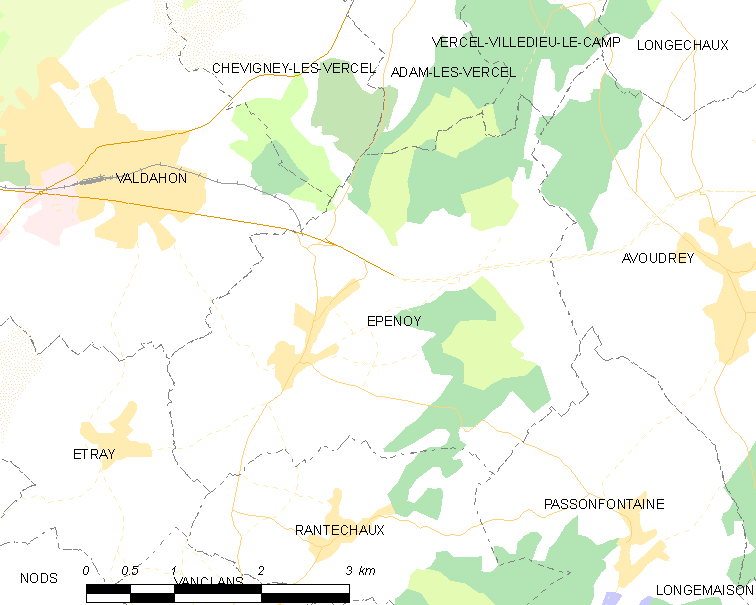
埃普努瓦的OSM定位图

埃普努瓦的时区为UTC+01:00、UTC+02:00（夏令时）。

## 行政
埃普努瓦的邮政编码为25800，INSEE市镇编码为25219。

## 政治
埃普努瓦所属的省级选区为瓦尔达翁县。

## 人口

1962-2008年间埃普努瓦人口变化图示

埃普努瓦于2022年1月1日时的人口数量为643人。